# Pero honestarius
Pero honestarius är en fjärilsart som beskrevs av Grossbeck 1910. Pero honestarius ingår i släktet Pero och familjen mätare. Inga underarter finns listade i Catalogue of Life.